# Pathé Ciss
Pathé Ismaël Ciss (* 16. März 1994 in Dakar) ist ein senegalesischer Fußballspieler.

## Karriere

### Verein
Ciss begann 2014 seine Profikarriere in seinem Heimatland beim Diambars FC, bevor er drei Jahre später nach Portugal ging. Dort war União Madeira seine erste Station. Am Ende der Saison 2017/18 stieg der Klub aus der Segunda Liga ab. Anschließend wurde Ciss für die Spielzeit 2018/19 an den FC Famalicão verliehen, der am Ende der Saison in die Primeira Liga aufstieg.
In der folgenden Spielzeit wurde er an den spanischen Zweitligisten CF Fuenlabrada weiterverliehen. Mit diesem Klub verpasste er die Aufstiegs-Play-offs zur Primera División um einen Punkt. Daraufhin wurde Ciss von Fuenlabrada für die Saison 2020/21 fest verpflichtet. Zur Saison 2021/22 wechselte Ciss zu Erstligaaufsteiger Rayo Vallecano.

### Nationalmannschaft
Ciss debütierte am 24. September 2022 beim 2:0-Sieg in einem Freundschaftsspiel gegen Bolivien in der senegalesischen Nationalmannschaft.
Anlässlich der Fußball-Weltmeisterschaft 2022 in Katar nominierte ihn Nationaltrainer Aliou Cissé für das senegalesische Aufgebot.